# Cúcuta
Cúcuta – miasto w północno-wschodniej Kolumbii, w pobliżu granicy z Wenezuelą. Położone jest na wysokości około 320 metrów, na wschodnich stokach Kordyliery Wschodniej (Andy Północne). Jest ośrodkiem administracyjnym departamentu Norte de Santander. Według spisu ludności z 30 czerwca 2018 roku miasto liczyło 685 445 mieszkańców. 

## Charakterystyka miasta
Miasto zostało założona w 1733 roku pod nazwą San José de Guasimal. Obecną nazwę przyjęło w 1793 roku. W Cúcuta rozwinięty jest przemysł odzieżowy, chemiczny, metalowy i ceramiczny. Miasto jest ośrodkiem handlowym regionu uprawy kawowca oraz ważnym węzłem komunikacyjnym. W Cúcuta działa port lotniczy Camilo Daza. W pobliżu miasta prowadzone jest wydobycie ropy naftowej i gazu ziemnego. Na południowy wschód od Cúcuty położony jest Park Narodowy El Tama, będący już w granicach Wenezueli.

## Urodzeni w Cúcuta
- James Rodríguez, kolumbijski piłkarz[4]
- María Camila Osorio Serrano, kolumbijska tenisistka[5]
- Fabiola Zuluaga, kolumbijska tenisistka[6]

## Sport
W mieście siedzibę ma klub piłkarski Cúcuta Deportivo. 

## Współpraca
Miasto Cúcuta ma międzynarodowe umowy o współpracy z takimi miastami jak: 
- Bolívar, Wenezuela
- Bucaramanga, Kolumbia
- San Cristóbal, Wenezuela
- Saragossa, Hiszpania
- Tunja, Kolumbia